# Qarchak
Qarchak este un oraș din Iran.